# AFC President’s Cup 2005

Wettbewerbslogo

Am ersten AFC President’s Cup, der 2005 in Nepal ausgetragen wurde, nahmen die folgenden acht Mannschaften in zwei Gruppen teil:
- Gruppe A: Three Star Club ( Nepal), Transport United ( Bhutan), Regar TadAZ ( Tadschikistan), Taipower ( Taiwan)
- Gruppe B: WAPDA ( Pakistan), Dordoi-Dynamo ( Kirgisistan), Blue Star Sports Club ( Sri Lanka), Hello United ( Kambodscha)

## Gruppe A
| Pl. | Verein           | Sp. | S | U | N | Tore    | Diff. | Punkte |
| --- | ---------------- | --- | - | - | - | ------- | ----- | ------ |
| 1.  | Regar TadAZ      | 3   | 2 | 1 | 0 | 009:100 | +8    | 07     |
| 2.  | Three Star Club  | 3   | 1 | 2 | 0 | 003:200 | +1    | 05     |
| 3.  | Taipower         | 3   | 1 | 1 | 1 | 002:400 | −2    | 04     |
| 4.  | Transport United | 3   | 0 | 0 | 3 | 002:900 | −7    | 0      |

| 4. Mai 2005      |           |                  |
| Three Star Club  | 1:1 (1:1) | Taipower         |
| Regar TadAZ      | 6:1 (3:0) | Transport United |
| 6. Mai 2005      |           |                  |
| Taipower         | 0:3 (0:3) | Regar TadAZ      |
| Transport United | 1:2 (1:2) | Three Star Club  |
| 8. Mai 2005      |           |                  |
| Taipower         | 1:0 (1:0) | Transport United |
| Three Star Club  | 0:0       | Regar TadAZ      |

## Gruppe B
| Pl. | Verein        | Sp. | S | U | N | Tore    | Diff. | Punkte |
| --- | ------------- | --- | - | - | - | ------- | ----- | ------ |
| 1.  | Dordoi-Dynamo | 3   | 2 | 0 | 1 | 014:300 | +11   | 06     |
| 2.  | Blue Star SC  | 3   | 2 | 0 | 1 | 005:100 | −5    | 06     |
| 3.  | WAPDA F.C.    | 3   | 1 | 0 | 2 | 002:300 | −1    | 03     |
| 4.  | Hello United  | 3   | 1 | 0 | 2 | 005:100 | −5    | 03     |

| 5. Mai 2005   |           |               |
| Dordoi-Dynamo | 6:1 (5:1) | Hello United  |
| WAPDA         | 0:1 (0:1) | Blue Star SC  |
| 7. Mai 2005   |           |               |
| Hello United  | 2:1 (0:1) | WAPDA         |
| Blue Star SC  | 1:8 (1:5) | Dordoi-Dynamo |
| 9. Mai 2005   |           |               |
| Hello United  | 2:3 (0:1) | Blue Star SC  |
| Dordoi-Dynamo | 0:1 (0:0) | WAPDA         |

## Halbfinale
In den Halbfinalspielen trafen die Gruppenersten und -zweiten über Kreuz aufeinander.
| Datum        |               | Ergebnis              |                 | Ort       |
| ------------ | ------------- | --------------------- | --------------- | --------- |
| 12. Mai 2005 | Regar TadAZ   | 6:0 (3:0)             | Blue Star SC    | Kathmandu |
| 12. Mai 2005 | Dordoi-Dynamo | 0:0 n. V. (4:3 i. E.) | Three Star Club | Kathmandu |

## Finale
Im Endspiel standen sich also zwei ehemals sowjetische Teams gegenüber:
| Datum        |             | Ergebnis  |               | Ort       |
| ------------ | ----------- | --------- | ------------- | --------- |
| 14. Mai 2005 | Regar TadAZ | 3:0 (1:0) | Dordoi-Dynamo | Kathmandu |

| AFC President’s Cup 2005 Regar TadAZ Erster Titel |